# Teodor Beza
Teodor de Bèze (franc. Théodore de Bèze lub de Besze, ur. 24 czerwca 1519 w Vézelay, zm. 13 października 1605 w Genewie) – francuski protestancki reformator religijny i teolog, współpracownik i następca Jana Kalwina.
Bronił czystości doktryny kalwinizmu, ale zlikwidował stworzone przez Kalwina „państwo teokratyczne” w Genewie, zastępując je współpracą między Kościołem i władzą świecką. Był nieoficjalnym przywódcą wszystkich wyznawców kalwinizmu. Uznaje się go też za głównego przedstawiciela ruchu monarchomachów.

## Życiorys

### Lata nauki
Pochodził z zamożnej i wpływowej (ojciec był gubernatorem Vezelay) rodziny szlacheckiej z Burgundii. Stryj Nicholas (poseł do parlamentu) wziął go na wychowanie i naukę do Paryża. Od 1528 kształcił się w Orleanie pod kierunkiem Melchiora Wolmara, zwolennika reformacji. Tu, zgodnie z życzeniem ojca, ukończył w 1539 studia prawnicze. Jednak jego prawdziwą pasją była literatura. Kolejne 2 lata spędził pracując jako prawnik w Paryżu. W 1544 opublikował zbiór łacińskich poezji Juvenilia, które przyniosły mu sławę najlepszego poety łacińskiego.

### Przemiana wewnętrzna
Ten pomyślny okres przerwała choroba, która spowodowała wewnętrzną przemianę i uświadomiła mu potrzebę wiary. Po wyzdrowieniu porzucił dotychczasowe życie i w 1548 wyjechał do Genewy – ośrodka reformacji kalwińskiej, nazywanego „Rzymem protestanckim”.
Przyjęty z radością przez Kalwina, wkrótce wziął ślub z Claudine Denoèse (którą wcześniej wahał się poślubić z powodu jej ubóstwa).

### Działacz reformacji
W 1549 zaczął wykładać język grecki w Akademii w Lozannie. Jednocześnie zaczął tworzyć dzieła, propagujące wiarę protestancką: dramat Abraham Sacrifiant (Ofiara Abrahama) 1550, satyrę Passavantius  i 34 psalmy (Psałterz genewski). Bronił też doktryny o predestynacji oraz decyzji Kalwina o spaleniu Miguela Serveta.
Od 1557 zaczął aktywnie bronić prześladowanych waldensów i podjął w tym celu wiele podróży i interwencji. Apelował także o pomoc dla anabaptystów i hugenotów u protestanckich książąt niemieckich. Propagował bez sukcesu ideę jedności wszystkich protestantów.

### Wykładowca
Powrócił do Genewy, gdzie w tamtejszej Akademii zaczął wykładać język grecki, a po śmierci Kalwina – także teologię; mianowano go również rektorem tej uczelni. Oprócz tego wygłaszał kazania i podróżował w celu zorganizowania pomocy dla hugenotów. Podjął bezskuteczną próbę nawrócenia króla Nawarry. W 1561 reprezentował protestantów na zjeździe w Poissy; od tego czasu został nieformalnym przywódcą wszystkich wyznawców kalwinizmu. Zaproszenie na kolejny zjazd odrzucił, obawiając się, że zostanie zamordowany na rozkaz królowej Katarzyny Medycejskiej. Aby pomóc francuskim protestantom usiłował zbierać pieniądze i werbować żołnierzy, ale bez większych rezultatów.

### Następca Kalwina
Jego przyjazd do Genewy w 1564 zbiegł się z ciężką chorobą Kalwina. Wkrótce, po śmierci Kalwina, został jego następcą i naczelnym pastorem (oficjalna nazwa tej funkcji to: modérateur de la compagnie des pasteurs); jednocześnie był rektorem i wykładowcą Akademii Genewskiej i gimnazjum. Jako mądry administrator, obrońca czystości doktryny kalwinizmu oraz założyciel wydziału prawa, zyskał w Genewie powszechny szacunek. Jego zdolność do prowadzenia mediacji spowodowała, że nie było znaczących konfliktów między radnymi i pastorami Genewy; w tym celu zlikwidował model „państwa teokratycznego” (jaki dominował za czasów Kalwina) i propagował współpracę między władzą świecką i Kościołem.
Uczestniczył w życiu religijnym kalwinistów francuskich: wziął udział w synodzie w Nîmes w 1572 i organizował pomoc dla uchodźców religijnych z tego kraju. Bronił zasad kalwinizmu (a szczególnie predestynacji) przeciwko atakom ze strony niemieckich luteranów.
Po śmierci ukochanej żony w 1588 ożenił się ponownie z Cathariną del Piano. Jego wielkim rozczarowaniem było nawrócenie się, wbrew jego prośbom, króla Henryka IV na katolicyzm w 1593. Został pochowany w Genewie, obok katedry Saint Pierre.

## Najważniejsze dzieła
Poezje:
- Juvenilia (1544)
- Passavantius (1544)
- Complainte de Messire Pierre Lizet
- Cato censorius (1591)
- Poemata

Prace historyczne:
- Icônes (1580),
- Histoire écclesiastique des Églises réformés au Royaume de France (1580),
- Jean Calvin (1575).

Traktaty teologiczne:
- Tractationes theologicae
- Summa totius Christianismi